# Wimauma (Florida)
Wimauma es un lugar designado por el censo ubicado en el condado de Hillsborough en el estado estadounidense de Florida. En el Censo de 2010 tenía una población de 6.373 habitantes y una densidad poblacional de 97,34 personas por km².

## Geografía
Wimauma se encuentra ubicado en las coordenadas 27°40′30″N 82°18′47″O / 27.67500, -82.31306. Según la Oficina del Censo de los Estados Unidos, Wimauma tiene una superficie total de 65.47 km², de la cual 64.82 km² corresponden a tierra firme y (0.99%) 0.64 km² es agua.

## Demografía
Según el censo de 2010, había 6.373 personas residiendo en Wimauma. La densidad de población era de 97,34 hab./km². De los 6.373 habitantes, Wimauma estaba compuesto por el 68.52% blancos, el 6.17% eran afroamericanos, el 1% eran amerindios, el 0.91% eran asiáticos, el 0.47% eran isleños del Pacífico, el 20.88% eran de otras razas y el 2.04% pertenecían a dos o más razas. Del total de la población el 73.43% eran hispanos o latinos de cualquier raza.